# Hallbera Gísladóttir
Hallbera Guðný Gísladóttir, född 14 september 1986 i Akranes, är en isländsk fotbollsspelare. Hon är landslagsspelare för Island sedan 2008 och spelade ett år för Piteå IF Dam.